# Verbe en néerlandais
En néerlandais, tout comme en français, le verbe varie selon la personne, le temps, le mode, et la voix. De plus, selon la manière dont ils forment leur prétérit et participe passé, les verbes néerlandais réguliers sont subdivisés en deux groupes principaux: les verbes "forts" (dont le radical est sujet à l'apophonie) et "faibles" (qui prennent le suffixe -d(e)(n) ou -t(e)(n)). 

## Les temps de l'indicatif et du conditionnel à la voix active
L'emploi des temps en néerlandais et en français ne correspondent pas exactement entre eux. La dénomination des temps étant assez longue en néerlandais, les grammairiens et les enseignants utilisent fréquemment des abréviations.
Voici la liste des temps et leurs abréviations.
- onvoltooid tegenwoordige tijd (ott) correspond en français au présent ;
- voltooid tegenwoordige tijd (vtt) correspond au passé composé ;
- onvoltooid verleden tijd (ovt) se traduit par l'imparfait ou le passé simple en français. Les grammairiens germanistes appellent parfois ce temps le « prétérit » ;
- voltooid verleden tijd (vvt) correspond au plus-que-parfait ;
- onvoltooid tegenwoordige toekomende tijd : futur ;
- voltooid tegenwoordige toekomende tijd : futur antérieur ;
- onvoltooid verleden toekomende tijd : conditionnel présent ;
- voltooid verleden toekomende tijd : conditionnel passé.

## Source
- (nl) Cet article est partiellement ou en totalité issu de l’article de Wikipédia en néerlandais intitulé « werkwoord (Nederlands) » (voir la liste des auteurs).